# Records of the Auckland Institute and Museum
Records of the Auckland Institute and Museum (abreviado Rec. Auckland Inst. Mus.) es una revista con ilustraciones y descripciones botánicas que es publicada en Auckland desde el año 1930.